# Eric John Holmyard
Eric John Holmyard (* 11. Juli 1891 in Midsomer Norton, Somerset; † 13. Oktober 1959)  war ein britischer Wissenschaftshistoriker und Pädagoge.
Er benutzte den Vornamen John.

## Leben
John Holmyard, der Sohn eines Lehrers, studierte Geschichte und Naturwissenschaften an der Universität Cambridge. Er war kurz an der Landwirtschaftlichen Forschungsstation in Rothamstead und als Lehrer an der Bristol Grammar School sowie am Marlborough College, bevor er 1919 Lehrer am Clifton College in Bristol und dort Leiter der Naturwissenschaft (Head of Science) wurde. 
Als Wissenschaftshistoriker befasste er sich mit Geschichte der Chemie und Alchemie, besonders im arabischen Mittelalter (u. a. Dschābir ibn Hayyān (Geber), Avicenna). Außerdem war er für einführende Chemielehrbücher bekannt. Dabei bevorzugte er die historische Darstellung der Chemie im Unterricht.
Für seine wissenschaftshistorischen Arbeiten brachte er sich selbst Arabisch und Hebräisch bei. 1928 erhielt er einen Ehrendoktor (D. Litt.) in Bristol. 1947 bis 1950 war er Vizepräsident der neu gegründeten British Society for the History of Science und war korrespondierendes Mitglied der Academie Internationale de l´Histoire de Sciences.
Er war Rezensent z. B. des Journal of the Royal Asiatic Society.

## Schriften

### Bücher
- The great chemists, Methuen 1928
- Chemistry for Beginners, London: Dent and sons, 1932
- Chemistry, London: Foyle 1952
- Outline of organic chemistry, E. Arnold 1923
- mit Frederick Philbrick: A textbook of theoretical and inorganic chemistry, London: Dent 1932
- Chemistry to the time of Dalton, Oxford University Press 1925
- Eric John Holmyard: Makers of Chemistry. Clarendon Press, 1931, S. 339 (archive.org).
- Alchemy, Penguin, Harmondsworth 1957 und 1968
- British Scientists, New York 1951

### Aufsätze
- Arabic chemistry,  Science Progress, Band 17, 1922/23, S. 252–261
- Arabic Chemistry, Nature, Band 110, 1922, S. 573–574
- Alchemy in medieval islam, Endeavour, Band 14, 1955, S. 117–125
- The Identity of Geber, Nature, Band 111, 1923, S. 191–193
- The Present Position of the Geber Problem, Science in Progress, Band 19, 1924/25, S. 415–426
- Jabir ibn Hayyan, Proc. Roy. Soc. Medicine. History of Medicine, Band 16, 1923, 46–57
- Abu’l-Qāsim al-Irāqī, Isis, Band 8, 1926, S. 403–426
- Maslama al-Majrītī and the Rutbatu’l-Hakīm, Isis, Band 6, 1924, S. 293–305
- The emerald table, Nature, Band 112, 1923, S. 525–526
- An Alchemical Tract ascribed to Mary the Copt, Archeion, Archivio di storia della scienza, Band 8, 1927, S. 161–167.
- A critical examination of Berthelot´s work on arabic chemistry, Isis, Band 6, 1924, S. 479–499

### Herausgeberschaft und Übersetzer
- als Herausgeber und Übersetzer: Abu´l-Qasim Muhammad ibn Ahmad al Iraqi: Kitab al-Ilm al-Muktasab fi Zira´at ad-Dhabab (Book of Knowledge concerning the cultivation of gold),  Paris: Paul Guethner 1923 (arabisch-englischer Text)
- Herausgeber: The arabic works of Jabir ibn Hayyam, Librairie Orientaliste Paul Geuthner, Paris 1923
- Avicennae De congelatione et conglutinatione lapidum; being sections of the Kitâb al-shifâ'. The Latin and Arabic texts, Paris: Guethner, 1927 (Herausgeber mit D. C. Manneville)
- Works of Geber, Einleitung zur Neuausgabe der Übersetzung von Richard Russell von 1678, London: Dent 1928
- A Romance of Chemistry, Journal of the Society of Chemical Industry, Band 44, 1925, S. 75–77, 105–108, 136–137, 272–276, 300–301, 327–328 (Übersetzung von De compositione alchymiae, siehe Morienus)

Außerdem gab er 1929 eine Faksimileausgabe des Ordinall of Alchemy des Alchemisten aus Bristol Thomas Norton heraus.